# Episodi di Balthazar (prima stagione)
La prima stagione della serie televisiva Balthazar, composta da 6 episodi, è stata trasmessa in Belgio dal 20 novembre al 4 dicembre 2018 su La Une, mentre in Francia è andata in onda dal 6 al 20 dicembre 2018 su TF1.
In Italia, la serie è andata in onda dal 13 giugno all'11 luglio 2019 su Fox Crime. In chiaro, è andata in onda dal 6 al 20 dicembre 2020 su Giallo.
| nº | Titolo originale    | Titolo italiano  | Prima TV Belgio  | Prima TV Italia |
| -- | ------------------- | ---------------- | ---------------- | --------------- |
| 1  | De chair et de sang | In carne e ossa  | 20 novembre 2018 | 13 giugno 2019  |
| 2  | Arrêt de mort       | Condanna a morte | 20 novembre 2018 | 13 giugno 2019  |
| 3  | À corps perdu       | Legittima difesa | 27 novembre 2018 | 20 giugno 2019  |
| 4  | Les âmes sœurs      | Anime gemelle    | 27 novembre 2018 | 27 giugno 2019  |
| 5  | La vie en miettes   | Vite a pezzi     | 4 dicembre 2018  | 4 luglio 2019   |
| 6  | Les disparues       | Scomparse        | 4 dicembre 2018  | 11 luglio 2019  |

## In carne e ossa
- Titolo originale: De chair et de sang
- Diretto da: Frédéric Berthe
- Scritto da: Clélia Constantine e Clothilde Jamin

### Trama
Un pubblico ministero di Parigi e sua moglie vengono trovati morti nella loro abitazione, e durante l'indagine, un medico legale di grande talento Raphaël Balthazar incontra il capitano della polizia nonché della squadra omicidi Hélène Bach.

## Condanna a morte
- Titolo originale: Arrêt de mort
- Diretto da: Frédéric Berthe
- Scritto da: Clélia Constantine e Clothilde Jamin

### Trama
Balthazar e Bach indagano sull'omicidio di un bibliotecario, trovato morto in un cantiere edile con il volto strappato.

## Legittima difesa
- Titolo originale: À corps perdu
- Diretto da: Vincent Jamain
- Scritto da: Clothilde Jamin, Clélia Constantine, Chloé Glachant e Nicolas Clement

### Trama
Il cadavere di una giovane donna viene ritrovato all'interno di un camion frigo. Durante l'autopsia, Balthazar scopre sul corpo il capello di una bambina scomparsa due mesi prima.

## Anime gemelle
- Titolo originale: Les âmes sœurs
- Diretto da: Vincent Jamain
- Scritto da: Clothilde Jamin, Clélia Constantine, Chloé Glachant e Nicolas Clement

### Trama
Balthazar è al cinema quando viene chiamato a soccorrere una giovane donna pugnalata. Dopo aver tentato invano di salvarla, trova il luogo da cui la donna è venuta e scopre un uomo ferito.

## Vite a pezzi
- Titolo originale: La vie en miettes
- Diretto da: Vincent Jamain
- Scritto da: Clothilde Jamin, Clélia Constantine, Chloé Glachant e Nicolas Clement

### Trama
Balthazar indaga su due cadaveri smembrati ripescati nella Senna, giungendo sulle tracce di uno studente locale accusato di stupro.

## Scomparse
- Titolo originale: Les disparues
- Diretto da: Jérémy Minui
- Scritto da: Clothilde Jamin, Clélia Constantine

### Trama
Balthazar indaga su un incidente stradale in cui una donna è morta, ma scopre che la vittima è stata uccisa.